# Parahemionitis cordata
Parahemionitis cordata là một loài thực vật có mạch trong họ Pteridaceae. Loài này được (Hook. & Grev.) Fraser-Jenk. mô tả khoa học đầu tiên năm 1997.